# 雑賀六字の城〜信長を撃った男〜
『雑賀六字の城〜信長を撃った男〜』（さいがろくじのしろ のぶながをうったおとこ）は、おおのじゅんじによる日本の漫画。津本陽による小説『雑賀六字の城』をモチーフに漫画化したもの。おおのの代表作の一つに挙げられる。

## 作品解説
おおのじゅんじによる戦国時代劇漫画で、紀州雑賀の荘（現在の和歌山市）を舞台に傭兵集団、雑賀鉄砲衆の若武者である小谷七郎丸を主人公に据え、彼の武士としての活躍を描いた物語。『歴史街道増刊 コミック大河』（PHP研究所）に2010年の創刊から同年の休刊まで小説と同じ『雑賀六字の城』のタイトルで連載、のち『コミック乱』（リイド社）へ移籍し『雑賀六字の城〜信長を撃った男〜』と改題、同誌2011年10月号で連載を再開して同誌2013年9月号で物語自体は完結した。単行本もPHP研究所から1巻、リイド社から3巻が刊行されたが、単行本化は未完となっている。2誌通算の話数は全31話。『コミック乱』誌掲載時のキャッチフレーズは”鉄砲集団・雑賀衆の激闘を描く戦国青春ドラマ”。

## 物語解説
各話のあらすじを SPコミック各巻ごとにまとめて記述。
前段
元亀元年（1570年）秋、織田信長と浄土真宗総本山である大坂石山本願寺との衝突（石山合戦）が決定的となり、火縄銃を多数擁する傭兵集団紀州雑賀衆の軍勢は、その信仰する本願寺側に付き信長と対立し、その持てる実力の高さゆえから、天下人織田信長に目をつけられることになる。
第1巻 　
時が下ること6年、紀州雑賀の荘にある片男波洲鼻で恋人のおみつと一緒に蛤とりに興じる青年がいた。彼は紀州雑賀衆・鉄砲隊年寄衆の1人で地侍でもある小谷玄意の末男・小谷七郎丸。彼は鉄砲隊の一員として大将の父・玄意と長兄で侍大将の太郎右衛門とともに出陣することになり、本願寺に向かう小早船上で初陣を飾る。そこで彼のライバルとなる、同郷の傭兵集団根来衆の1人である根来の髑髏と邂逅し、一戦を交える。辛くも勝利するが、同時に戦乱のむなしさも改めて実感する。激戦地・木津の砦に着いた七郎丸は、味方の軍勢に合流し土橋平次から武士として戦の厳しさを教えられ、本願寺にいた次兄・左近の言葉から信長を討って戦を終結させることを思いつく。陸での初陣を果たした彼は、二万を数える織田の軍勢と味方の百姓軍の猛攻を目の当たりにする。そして秘かに信長への奇襲攻撃の準備をするが、太郎右衛門に発覚し叱責を受ける。しかし弟の覚悟に胸打たれた兄の計らいにより、有志で夜襲に赴き成功させる。この彼の勢いに父・玄意は心配し諌め、彼自身も不安をかき消すように自身に"嘘"をつく。
第2巻
チャンスは巡り、七郎丸は住吉口の大戦において信長を直接狙撃するという奇襲攻撃を成功させるが、信長の前に現れた根来の髑髏に反撃を食らい左肩口を負傷する。この功労と怪我により七郎丸は一足先に帰郷を許され、家族とつかの間の安息を得る。そして、突然帰ってきた兄達雑賀衆と船戦の稽古にはげみながら、おみつと睦みあい、兄と語らう内に戦いの悲惨さを生き急ぐ蝉のなかに見出すことになる。間もなく本願寺に兵糧を届ける為、村上水軍とともに再び出陣する。迎えた木津川口の海戦では、織田水軍の失策から雑賀水軍の勝利となり、窮した織田水軍の将・真鍋主馬兵衛と七郎丸自身が乗った小早船上で白兵戦となる。
第3巻
牛楠の援護を受けつつ、足下の悪い船上で自身初の白兵戦を戦い抜き、敵将・真鍋の首を獲る大金星を挙げるが、後味の悪い思いをする。本願寺に兵糧を届ける役目を終えた雑賀衆の軍勢は故郷に戻り、間近に迫る織田軍の猛攻から雑賀の荘を守る準備に追われる毎日を過ごしていた。しかし、織田の軍勢は思いの外早く襲来してしまう。地の利を生かした戦闘のおかげで辛うじて織田軍を一時退却させることができたが、援軍の毛利勢が到着するまでの間、苦戦を強いられる事態が明らかになる。そこで七郎丸は雑賀の荘全体を城に見立てた“雑賀六字の城”を守るべく、宿敵信長を撃ち殺す決意をする。そして死地へ向かう前のひとときを愛しき人と過ごす。
単行本未収録分
織田軍の猛攻(紀州征伐)にあえぐ雑賀衆は劣勢を強いられていた。形勢逆転を願う太郎右衛門は七郎丸・牛楠・ゆう・山鷸の４人に思いを託し、彼らは信長の首を獲るべく夜襲へと赴く。しかし意見の食い違いから、ゆうと牛楠が言い争ってしまう。その口論をきっかけに一行は根来の髑髏率いる敵方に発見され、山中で銃撃戦となる。七郎丸と牛楠は凱旋するが、ゆうと従者の山鷸は敵の攻撃を受け瀕死の重傷を負う。やっとのことで帰還したが、2人は息絶える。やがて十万を超える織田軍を迎え撃つ決戦の時が迫り、父・玄意の下に皆と一丸となって決起する。だが尋常でない敵の数にその甲斐も虚しく、戦いはさらに厳しさを増し、ついに太郎右衛門は根来の髑髏に討たれ、牛楠は雑賀の荘を救うためその身を犠牲にして爆死する。亡き兄の後を継いで侍大将となった七郎丸は砦を奪還することに成功し、追い詰めた根来の髑髏と一騎討ちになり、兄の仇をとる。しかし、間もなく雑賀衆は信長の軍門に降り、戦は終結する。それから5年後、七郎丸はおみつと幸せな家庭を築いていた。一家で蛤とりに興じていた時に信長が討ち死にした報せを受け、自身の戦が終わったのを亡き兄や牛楠達に問いかけたところで物語が終わる。

## 登場人物
各キャラクターの年齢は初回登場時のもの。
主要人物
小谷七郎丸（おだに しちろうまる）
この物語の主人公で16歳。紀州雑賀衆・鉄砲隊年寄衆で地侍でもある小谷玄意の三男。末子でもある彼は“七郎の若”と呼ばれ、父や兄よりも小柄であるが、射撃の腕は確か 。郷土と家族を守るための熱き心を持つ。その他武芸にも通じ習練を欠かさない努力家。若者らしく人懐っこく無邪気で茶目っ気があり、周りに気遣いのできる性格でもある。戦では左肩口を撃たれ、左頬に被弾する。雑賀攻めでは亡き兄の後を継いで侍大将となった。戦のあと深い仲であった許嫁のおみつと祝言をあげる。
小谷玄意（おだに げんい）
七郎丸の父で紀州雑賀衆・鉄砲隊年寄衆の1人で地侍。雑賀軍の大将をつとめる。旗印は法輪。口ひげとあごひげを蓄えた熊のごとき人物。沈着冷静で物静かで慈悲深い性格。七郎丸の初陣を表向きは喜ぶが、おみつの沈む顔を見て、まだあどけなさの残る七郎丸を駆り出さざるを得ない事態を憂い密かに涙し、戦に気の逸る息子を静かに心配する。
小谷太郎右衛門（おだに たろうえもん）
七郎丸の長兄。25歳。雑賀軍の若き指揮官で侍大将をつとめ、“太郎の若”と呼ばれる。堅物で口うるさく話好きだが機転と融通はきく。父と傭兵として転戦した経験を持ち経験豊かで、顔の右半分に勢州長島の大鳥居城で受けた刀傷がある。父と同じく弟の行く末を心配していた。お華という許嫁がいる。雑賀攻めの終盤で根来の髑髏の攻撃を受け討ち死にする。
牛楠（うしぐす）
古くから仕える小谷家の郎党。妻子を持ち子煩悩な37歳。小谷家きっての大砲の名射撃手。その名の通り六尺の背をもつ牛のような大男で、七郎丸から“牛やん”と呼ばれている。赤備えの武士で七郎丸の武芸指南役であり良き相棒でもある。雑賀攻めで味方の劣勢を変えるべく身を挺して弾薬庫に飛び込み、遺した息子が七郎丸の様に育つことを願いながら、今までの罪滅ぼしをするかのように爆死する。
和歌おみつ（わか おみつ）
この物語のヒロイン。七郎丸の許嫁で16歳。和歌吉太夫の娘。七郎丸と結婚し平凡な家庭を築く願望があり、七郎丸が戦いに勤しむ姿をみて不安に駆られる。雑賀攻め直前に七郎丸と結ばれ戦のあと結婚、息子をもうける。
ゆう
雑賀軍の女武者。射撃が得意な自分の居場所を求めるかのように参戦する。鈴木孫一の娘で自分を武士として受け入れてくれた七郎丸をほのかに想う。しかし孝子峠の攻防戦で、自身の身勝手な行動から敵に狙撃され瀕死の重傷を負い、雑賀の陣に戻ったところで山鷸の背の上で息を引き取る。
山鷸（やましぎ）
牛楠の知り合いで鈴木孫一の郎党。大砲の射手だがその精度は悪い。孫一の命でゆうの従者になるが、孝子峠の攻防戦でゆうを庇い負傷し、雑賀の陣へ戻る小早の上でゆうを背負いながら息絶える。
土橋平次（どばし へいじ）
紀州雑賀衆の侍大将。雑賀荘の隣十ヶ郷出身で太郎右衛門の戦友。剛の者で口は悪いが、七郎丸に戦場の厳しさを教える良き先輩。
根来の髑髏（ねごろのどくろ）
本名不詳。同郷の地侍で雑賀衆と同じ傭兵集団・根来衆の1人で織田方につく。髑髏をつけた兜をかぶり、骸骨の印をつけた陣羽織を纏い、ざんばら髪という異様な出で立ちから七郎丸が「根来の髑髏」と名付ける。影のように暗躍し、機を見るに敏であり、七郎丸の前に神出鬼没のごとく現れ、互いにライバル視する。次々と七郎丸ゆかりの人物を狙撃するが、雑賀攻めの終盤、七郎丸にその仇を討たれる。
小谷家
小谷左近（おだに さこん）
七郎丸の次兄で石山本願寺にてお勤め中。あくりという許嫁がいる。小谷家の家督相続人。18歳。七郎丸に信長を討つという目標を与える。
つる
七郎丸の母。
お犬（おいぬ）
小谷家の長女で七郎丸の姉。男勝りな性格。戦死したおみつの兄と結婚するはずだった。
息子
七郎丸の息子。名前は不詳。数えで５歳。
和歌家
和歌吉太夫（わか きちだゆう）
雑賀衆の有力者でおみつの父。普請奉行を務める。戦で負った古傷がもとで拳が作れない。息子たちの弔い合戦を望んでいる。
和歌弥四郎（わか やしろう）
吉太夫の息子でおみつの兄弟。
いち
おみつの母。
雑賀衆
鈴木孫一（すずき まごいち）
紀州雑賀衆・鉄砲隊年寄衆の1人で地侍。大将をつとめる。旗印は八咫烏。ゆうの父で娘が参戦することに反対する。しかし娘の死後、娘を雑賀衆の武士として受け入れてくれた七郎丸達のもとへ敬意を表しに訪れる。
下間法橋（しもづまほっきょう）
諸国門徒百姓軍の大将。
狐島左右衛門太夫（きつねじま さえもんだゆう）
表記ゆれがあり『こしまさえもんだゆう』とも読む。雑賀衆の船手大筒奉行を勤める。
内田隆左衛門（うちだりゅうざえもん）
雑賀衆の将兵。
山辺新七（やまべしんしち）
雑賀衆の将兵。
カン六（カンろく）
雑賀の荘の足軽兵。この物語ではメッセンジャー役を担う。
イヤ八（イヤはち）
雑賀の荘の足軽兵。雑賀攻めの際に矢で負傷する。
水主（かこ）
村上水軍の水兵。死への不安をゆうに吐露し、その不安が的中してしまう。
織田軍
織田信長（おだ のぶなが）
天下統一のために浄土真宗とその門徒や雑賀衆を苦しめる張本人。雑賀衆の兵たちからは“仏敵”、“織田のくそたれ”と侮蔑されている。
原田備中直政（はらだ びっちゅうなおまさ）
見くびった諸国門徒百姓軍に討ち取られる。その結末が信長の怒りを買い、残された一族郎党は信長の処罰を受ける。
沼野伊賀守（ぬまの いがのかみ）
織田水軍の総大将。海賊・真鍋の進言を無視した采配が失敗に終わり、雑賀水軍の大砲を食らい戦死する。
真鍋主馬兵衛（まなべ しゅめのひょうえ）
和泉岸和田の海賊。沼野の犯した失策に窮した真鍋は、七郎丸の乗った小早に移り白兵戦を展開するも、七郎丸に敗れ去る。死に際に雑賀の荘と七郎丸の行く末を暗示する。
その他
顕如上人（けんにょしょうにん）
雑賀衆たちの信仰の対象である浄土真宗の指導者。信長と敵対し、信長と戦うよう諸国の門徒に檄文を送りつける。
お華（おはな）
太郎右衛門の許嫁。病にかかり死期を悟っているが、見舞った太郎右衛門の話す祝言の約束に涙する。雑賀攻めの時は逃げもせずに自宅で最期を遂げようとする。
あくり
左近の許嫁。
牛太（うした）
牛楠の息子で忘れ形見。数えで9歳。七郎丸の息子に父親と同じく”牛やん”と呼ばれている。初登場時は3歳。中盤で4歳 。
伍平
水を汲みにきたところを、平次の軍勢に敵の細作(スパイ)と間違われて捕らわれた百姓。平次に射殺される。

## 作中用語
作中で解説がないものについて記述。
雑賀六字の城
浄土真宗門徒の住む雑賀の荘を城に見立てた表現。六字とは六字名号のこと。
釈迦の橋や弥勒　和歌の橋や弥六
和歌川の川や橋を管理していた玄意を称える舟唄。弥六とは玄意のこと。
細作（さいさく）
スパイのこと。
伏勢（ふせぜい）
隠れて待ち伏せしている軍勢。ゲリラ戦を展開する。
奸（かまり）
夜間の警備員。
茶筅玉（ちゃせんだま）
風切りを良くするために、弾丸の後部に4,5本の竹串を押している狙撃用の弾丸。

## 地理地名
作品では、和歌山周辺、特に和歌浦近辺の地名が登場する。
雑賀の荘（雑賀）/ 十ヶ郷
現在の和歌山市中心部と現在の和歌山市紀ノ川北部地域。共に雑賀軍の中心勢力。
根来（ねごろ）/風吹峠
和歌山県北部岩出市にある根来寺周辺地域と付近にある峠。
宮郷・中郷・南郷
雑賀三搦（みつがらみ）衆。和歌山市東部地域に相当。根来と共に織田側につく。
三葛(みかずら)/ 毛見（けみ）
和歌川を挟んで雑賀の荘の対岸にある地域の名。
和歌川 / 片男波洲鼻（かたおなみすばな）
紀ノ川の支流で雑賀の荘を東西に分かつ川とその河口にある砂洲で蛤とりの舞台。
虎伏山（とらふすやま）/ 宇須東禅山（うすとうぜんさん）/ 原見坂（はらみざか）
和歌川沿いの3砦。それぞれ現在の和歌山城にあった砦。孫一勢が守備する砦、和歌川沿いの砦。
甲崎砦（かぶとざきとりで）/ 和歌の浦口
小谷勢が当初陣取っていた砦と七郎丸が初めて指揮した陣地であり、太郎右衛門が戦死した地。
性応寺・法福寺 /  矢ノ宮
作中で本陣(作戦指揮所)として登場する浄土真宗の大寺とその末寺。後者は雑賀の軍神を祭る神社。
大遜山（だいそんさん）/ 船頭山
麓に小谷家の居館がある砦と 高津子山と妙見山の間にある岩山。
奠供山（てんぐやま）/ 姥ほところ
玉津嶋神社の裏にそびえる、七郎丸とおみつが逢引した小さな岩山とその山にある弾薬庫。牛楠戦死の地。
玉津嶋砦
織田軍が最初に突破した砦。
高津子山（たかつしやま）/ 妙見山
麓に和歌家の居館がある山と七郎丸達小谷勢の決戦の砦でもあり、孫一の居城があった山。雑賀城。
紀三井寺/ 名草山
和歌の浦対岸ある桜の名所で知られる古刹とその裏にある山。
孝子峠/紀の川堤の砦/高野山
紀泉国境の一つで、七郎丸達4人が夜襲に向かった峠と出発点になった砦と峠の東隣にある峰。

## 書誌情報
いずれも筆者はおおのじゅんじ。
『雑賀六字の城』 PHP研究所〈PHPコミックス〉
1巻 2010年9月29日初版第一刷発行、2010年9月16日発売 ISBN 978-4-569-79047-3、1 - 7話収録
『雑賀六字の城〜信長を撃った男〜』 リイド社〈SPコミックス〉
1巻 2013年1月9日初版第一刷発行、2012年12月26日発売 ISBN 978-4-8458-4390-9、1 - 9話収録（1 - 7話再録）
2巻 2013年2月13日初版第一刷発行、2013年1月30日発売 ISBN 978-4-8458-4391-6、10 - 15話収録（コミック10話のみ2話併合）
3巻 2013年5月10日初版第一刷発行、2013年4月26日発売 ISBN 978-4-8458-4392-3、16 - 21話収録（コミック18話は2話併合）

## 初出情報
SPコミックスの話数と初出からの話数に差異があるので、表中にて初出からの話数を通算の項目として併記する。
PHPコミックス所収　各話初出一覧
| 話数 | タイトル           | 初出誌                           | 発売日     | 備考                |
| ---- | ------------------ | -------------------------------- | ---------- | ------------------- |
| 1話  | 顕如の檄文         | 『コミック大河』2010年3月号vol.1 | 2010/01/25 | 初出第1話           |
| 2話  | 魔王・信長         | 『コミック大河』2010年4月号vol.2 | 2010/01/25 |                     |
| 3話  | 勝利と敗北         | 『コミック大河』2010年5月号vo.3  | 2010/03/25 |                     |
| 4話  | 細作               | 『コミック大河』2010年6月号vol.4 | 2010/04/24 |                     |
| 5話  | 石山本願寺にて     | 『コミック大河』2010年7月号vol.5 | 2010/05/25 |                     |
| 6話  | 欣求浄土・厭離穢土 | 『コミック大河』2010年8月号vol.6 | 2010/06/25 |                     |
| 7話  | 罰                 | 『コミック大河』2010年9月号vol.7 | 2010/07/24 | PHPコミック版最終話 |

SPコミックス所収　各話初出一覧
| 話数 | 通算 | タイトル              | 初出誌                             | 発売日     | 所収    | 備考                |
| ---- | ---- | --------------------- | ---------------------------------- | ---------- | ------- | ------------------- |
| 1話  | 1話  | 顕如の檄文            | 『コミック大河』2010年3月号vol.1   | 2010/01/25 | 1巻収録 | 初出第1話           |
| 2話  | 2話  | 魔王・信長            | 『コミック大河』2010年4月号vol.2   | 2010/02/25 | 1巻収録 |                     |
| 3話  | 3話  | 勝利と敗北            | 『コミック大河』2010年5月号vol.3   | 2010/03/25 | 1巻収録 |                     |
| 4話  | 4話  | 細作                  | 『コミック大河』2010年6月号vol.4   | 2010/04/24 | 1巻収録 |                     |
| 5話  | 5話  | 石山本願寺にて        | 『コミック大河』2010年7月号vol.5   | 2010/05/25 | 1巻収録 |                     |
| 6話  | 6話  | 欣求浄土・厭離穢土    | 『コミック大河』2010年8月号vol.6   | 2010/06/25 | 1巻収録 |                     |
| 7話  | 7話  | 罰                    | 『コミック大河』2010年9月号vol.7   | 2010/07/24 | 1巻収録 | PHPコミック版最終話 |
| 8話  | 8話  | 空をとび、海を渡り    | 『コミック大河』2010年10月号vol.8  | 2010/08/25 | 1巻収録 |                     |
| 9話  | 9話  | 三つめの嘘            | 『コミック大河』2010年11月号vol.9  | 2010/09/25 | 1巻収録 |                     |
| 10話 | 10話 | 信長を撃て! (2話併合) | 『コミック大河』2010年12月号vol.10 | 2010/10/25 | 2巻収録 | 加筆増頁            |
| 10話 | 11話 | 信長を撃て! (2話併合) | 『コミック乱』2011年10月号         | 2011/08/27 | 2巻収録 | 加筆増頁            |
| 11話 | 12話 | 帰郷                  | 『コミック乱』2011年11月号         | 2011/09/27 | 2巻収録 |                     |
| 12話 | 13話 | 夢の夢の夢            | 『コミック乱』2011年12月号         | 2011/10/27 | 2巻収録 |                     |
| 13話 | 14話 | 蝉                    | 『コミック乱』2012年1月号          | 2011/11/28 | 2巻収録 |                     |
| 14話 | 15話 | 命の予感              | 『コミック乱』2012年2月号          | 2011/12/27 | 2巻収録 |                     |
| 15話 | 16話 | 木津川口の戦い        | 『コミック乱』2012年3月号          | 2012/01/27 | 2巻収録 |                     |
| 16話 | 17話 | 血に塗れて            | 『コミック乱』2012年4月号          | 2012/02/27 | 3巻収録 |                     |
| 17話 | 18話 | 毒                    | 『コミック乱』2012年6月号          | 2012/04/27 | 3巻収録 |                     |
| 18話 | 19話 | ときの声 (2話併合)    | 『コミック乱』2012年7月号          | 2012/05/28 | 3巻収録 | 加筆補正            |
| 18話 | 20話 | ときの声 (2話併合)    | 『コミック乱』2012年8月号          | 2012/06/27 | 3巻収録 | 加筆補正            |
| 19話 | 21話 | 地獄の入り口          | 『コミック乱』2012年9月号          | 2012/07/27 | 3巻収録 |                     |
| 20話 | 22話 | 六字の城              | 『コミック乱』2012年10月号         | 2012/08/27 | 3巻収録 | 加筆補正            |
| 21話 | 23話 | いとしきひとよ        | 『コミック乱』2012年11月号         | 2012/09/27 | 3巻収録 | SPコミック版最終話  |

『コミック大河』誌収録 各話初出一覧
| 話数 | 通算 | タイトル           | 初出誌             | 発売日     | 備考             |
| ---- | ---- | ------------------ | ------------------ | ---------- | ---------------- |
| 1話  | 1話  | 顕如の檄文         | 2010年3月号vol.1   | 2010/02/25 | 初出             |
| 2話  | 2話  | 魔王・信長         | 2010年4月号vol.2   | 2010/02/25 |                  |
| 3話  | 3話  | 勝利と敗北         | 2010年5月号vo.3    | 2010/03/25 |                  |
| 4話  | 4話  | 細作               | 2010年6月号vol.4   | 2010/04/24 | 巻中カラー頁     |
| 5話  | 5話  | 石山本願寺にて     | 2010年7月号vol.5   | 2010/05/25 |                  |
| 6話  | 6話  | 欣求浄土・厭離穢土 | 2010年8月号vol.6   | 2010/06/25 |                  |
| 7話  | 7話  | 罰                 | 2010年9月号vol.7   | 2010/07/24 |                  |
| 8話  | 8話  | 空をとび、海を渡り | 2010年10月号vol.8  | 2010/08/25 |                  |
| 9話  | 9話  | 三つめの嘘         | 2010年11月号vol.9  | 2010/09/25 | 巻頭カラー頁     |
| 10話 | 10話 | 信長を撃て!        | 2010年12月号vol.10 | 2010/10/25 | 『大河』誌最終話 |

『コミック乱』誌収録　各話初出一覧
| 話数 | 通算 | タイトル         | 初出誌       | 発売日     | 備考         |
| ---- | ---- | ---------------- | ------------ | ---------- | ------------ |
| 1話  | 11話 | 信長を撃て!      | 2011年10月号 | 2011/08/27 | 巻中カラー頁 |
| 2話  | 12話 | 帰郷             | 2011年11月号 | 2011/09/27 |              |
| 3話  | 13話 | 夢の夢の夢       | 2011年12月号 | 2011/10/27 |              |
| 4話  | 14話 | 蝉               | 2012年1月号  | 2011/11/28 |              |
| 5話  | 15話 | 命の予感         | 2012年2月号  | 2011/12/27 |              |
| 6話  | 16話 | 木津川口の戦い   | 2012年3月号  | 2012/01/27 |              |
| 7話  | 17話 | 血に塗れて       | 2012年4月号  | 2012/02/27 |              |
| 8話  | 18話 | 毒               | 2012年6月号  | 2012/04/27 |              |
| 9話  | 19話 | 決戦迫る         | 2012年7月号  | 2012/05/28 | 扉絵カラー頁 |
| 10話 | 20話 | ときの声         | 2012年8月号  | 2012/06/27 |              |
| 11話 | 21話 | 地獄の入り口     | 2012年9月号  | 2012/07/27 |              |
| 12話 | 22話 | 六字の城         | 2012年10月号 | 2012/08/27 |              |
| 13話 | 23話 | いとしきひとよ   | 2012年11月号 | 2012/09/27 |              |
| 14話 | 24話 | 動               | 2013年1月号  | 2012/11/27 |              |
| 15話 | 25話 | 闇の合戦         | 2013年2月号  | 2012/12/27 |              |
| 16話 | 26話 | 友よ…            | 2012年3月号  | 2013/01/28 |              |
| 17話 | 27話 | 天正五年三月一日 | 2013年4月号  | 2013/02/27 |              |
| 18話 | 28話 | 今このときを     | 2013年6月号  | 2013/04/27 |              |
| 19話 | 29話 | 長い春の一日     | 2013年7月号  | 2013/05/27 |              |
| 20話 | 30話 | 火蓋を切れ       | 2013年8月号  | 2013/06/27 |              |
| 21話 | 31話 | 仇               | 2013年9月号  | 2013/07/27 | 作品最終回   |

注釈
雑誌掲載分とコミック収録分との対比による。
1. ↑  SPコミック 2巻 10話 p16からp42まで、コマ割り修正と大幅加筆、増頁。
2. ↑  SPコミック 3巻 18話 p71 扉絵から通常のコマ絵へ差し替えて２話を統合しタイトルを”ときの声”に変更
3. ↑  SPコミック 3巻 20話 p136からp138まで、コマ割り修正とセリフ加筆修正。

## 関連冊子・複製原画
1から3は『コミック乱』誌が企画したキャンペーンによるもの。
1. 複製原画（通算15話：命の予感）
『コミック乱』 2012年2月号（2011年12月27日発売）掲載の第5話（単行本14話）の複製原画を新年恒例読者プレゼント用として抽選で読者1名に配布。同誌にて告知。
2. 小冊子『雑賀六字の城 人物戯画』
登場人物を解説した内容。『コミック乱』2012年6月号（2012年4月27日発売）にて告知。読者プレゼント用として抽選で読者5名に配布。
3. 扉絵のサイン入り複製原画
SPコミック3巻の刊行キャンペーンプレゼントとして読者1名に配布。コミックのオビにて2012年4月26日に告知。同年5月31日応募締め切り。
4. 『雑賀六字の城 人物戯画』
2010年11月14日初版第1刷発行。メインキャラクターのラフスケッチ画集。おおのじゅんじ個人出版でコミティア93にて頒布。